# کوه کلار
کوه کلار، از قلل مرتفع زاگرس در شهر گندمان ‌از توابع استان چهارمحال و بختیاری است که ۳۶۲۹ متر ارتفاع دارد. کوه کلار عامل اصلی به وجود آمدن تالاب چغاخور، تالاب‌ گندمان، تالاب سولگان و تالاب علی‌آباد می باشد و در واقع وجود تالابهای فوق که به صورت زنجیر وار به هم پیوسته، زیستگاه بیش از سیصد هزار پرنده بومی و مهاجر، آبزی، کنار آبزی بوده و مدیون وجود ارتفاعات برفگیر کلار است. دریاچه «قزل گل» با مساحت ۱۴۲ هکتار در نوک قلل۳۵۰۰ متری این کوه و جاری بودن قریب چهل چشمه بزرگ از اقصی نقاط منطقه و تمرکز جمعیتی در دامنه‌های آن، ارتزاق و تأمین معیشت اهالی و ساکنین روستاهای دامنه‌های کوه کلار را باعث شده‌است.

## پوشش گیاهی و جانوری
هرساله قریب بیست هزار واحد دامی و دامداران روستائی ساکن و عشایر، مراتع کلار را مورد بهره‌برداری قرار می‌دهند و نزدیک به هفتصد گونه گیاهی در کلار شناسائی شده که قریب پنجاه گونه آن در علم پزشکی مورد استفاده قرار می‌گیرد که از آن جمله می‌توان به گیاهانی همچون شاه تره – چز – مخلصه یا کافور کوهی – پرسیاوشان – افسنطی - بومادران - تره کوهی –گیاهی نادر و کمیاب به نام زهر آبی و … یاد کرد، ارتفاعات مشرف به شیب‌های شمالی کلار زیستگاه منحصر بفرد سروکوهی است، کلار مامن و زیستگاه قریب سی و پنج گونه پستاندار بوده که از جمله شاخص آن‌ها باید از خرس ، پلنگ، کل و بز، قوچ و میش، گرگ، کفتارراه راه ، شغال ،  روباه، گربه وحشی و… یاد نمود و علاوه بر آن قریب ۷۵ گونه پرنده خشک زی وابسته به خانواده‌های مختلف در کلار زیست می‌نمایند که در این خصوص می‌توان به کبک دری، کبک، تیهو، عقاب طلائی، عقاب دشتی، دلیجه کوچک و غیرو اشاره کرد و در پایان لازم است ذکر شود که کبک دری یعنی شاخص محیط طبیعی استان نیز در کوه کلار زیست می‌نماید.

## مختصات کوه کلار
استان چهارمحال و بختیاری، دارای موقعیتی است که حتی مناطق شهرنشین آن نیز در ارتفاع بالایی از سطح دریا واقع شده ان، به‌طوری‌که شهر بروجن دارای ارتفاع ۲۲۳۴ متر و شهر گندمان دارای ارتفاع ۲۲۴۶ متر از سطح دریا می‌باشد. مسیر اصلی صعود به کوه کلار، از روستای نصیرآباد، بخش گندمان آغاز می‌شود.
۱- روستای نصیرآباد دارای ارتفاع ۲۲۲۰ متر از سطح دریا بوده و دارای طول جغرافیایی ۵۰۸۲۰۴ و عرض جغرافیای ۳۵۱۹۰۳۸ می‌باشد.
۲- تک درخت بید دارای ارتفاع ۲۴۵۴ متر از سطح دریا بوده و دارای طول جغرافیایی ۵۰۶۶۰۲ و عرض جغرافیای ۳۵۲۲۴۴۶ می‌باشد.
۳- دره چیراب دارای ارتفاع ۲۵۲۴ متر از سطح دریا بوده و دارای طول جغرافیایی ۵۰۶۰۷۹و عرض جغرافیای ۳۵۲۲۴۳۶ می‌باشد.
۴- دریاچه بالای کوه کلار دارای ارتفاع ۳۴۲۸ متر از سطح دریا بوده و دارای طول جغرافیایی ۵۰۳۹۶۷ و عرض جغرافیای ۳۵۲۰۲۶۸ می‌باشد.
۵- قله کوه کلار دارای ارتفاع ۳۶۲۹ متر از سطح دریا بوده و دارای طول جغرافیایی ۵۰۳۰۸۶ و عرض جغرافیای ۳۵۲۰۱۵۵۴ می‌باشد.

## مسیرهای دسترسی
به منظور دسترسی به دامنه کوه کلار، وقتی از بروجن به راه می‌افتیم، بعد از حدود ۱۵ کیلومتری وارد گندمان می‌شویم.
از گندمان دو راه وجود دارد:
مسیر اول: پس از پشت سر گذاشتن گردنه مروارید به یک سه راهی در سمت راست جاده به نام سه راهی نصیرآباد، حدود ۶ کیلومتری شهر گندمان می‌رسیم. پس از ورود به جاده فرعی و گذر از چندین روستا، نهایتاً به روستای نصیرآباد حدود ۱۸ کیلومتری جاده اصلی می‌رسیم. پس از گذر از این روستا، به تالاب بین المللی گندمان، یعنی محل شروع کوه‌پیمایی خواهیم رسید.
مسیر دوم:  از گندمان وارد جاده فرعی لیواسگان می‌شویم، بین راه از لیواسگان عبور کرده و نهایتاً به سه راهی کتک، حدود ۱۰ کیلومتری گندمان می‌رسیم. سپس تا تالاب گندمان مسافتی حدود ۵ کیلومتر جاده خاکی را باید طی کنیم.
کوه کلار مسیرهای مختلفی برای قله اش دارد ولی بهترین آن‌ها از مسیر باغ چیرو و سپس تک درخت و سپس چشمه و سپس دریاچه و در نهایت هم قله می‌باشد.